# Dead Serious (Band)
Dead Serious war eine belgische Thrash-Metal-Band aus Antwerpen, die im Jahr 1987 gegründet wurde und sich 1993 wieder auflöste.

## Geschichte
Die Band wurde im Juli 1987 gegründet, nachdem sich die Gruppen Explorer und Trial aufgelöst hatten. Dead Serious bestand aus den Explorer-Mitgliedern Armand 'Armando Don Beast' Thiébaut (Gesang), Ivan De Strooper (E-Gitarre) und Jan 'Jay' Van Der Poorten (E-Gitarre) und den Trial-Mitgliedern Gunther 'Gunny' Poppe (E-Bass) und Marc Vereecken (Schlagzeug). Zusammen nahmen sie ein Demo auf und verteilten es, um damit ihre Bekanntheit zu erhöhen. Sänger Thiébaut verließ danach kurzzeitig die Band. Die verbliebenen Musiker machten sich vergeblich auf die Suche nach einem passenden Ersatzmann, sodass Thiébaut zur Band zurückkam. Am 17. April 1988 spielte die Band als Vorband in Hoogstraten. Danach folgte die Aufnahme des ersten offiziellen Demos im August 1988 und mehrere Live-Auftritte in den Niederlanden, darunter auch ein Konzert im November mit Messiah und eines mit Blessed Death und Cyclone.
Am 4. Februar 1989 spielte die Band in Rotterdam zusammen mit Usurper, Crivits, Sjölmord, Sinister und Brain Implosion. Am 20. Mai folgte ein weiterer Auftritt in Laakdal mit Godsend, Thyrus und Patriarch. Danach schlossen sich weitere Auftritte in den Niederlanden an, darunter ein Auftritt im Dynamo Club in Eindhoven, ein weiterer in Hengelo und im Oktober 1989 in Hoogstraten mit Terminator und Unusual. Im Januar 1990 begannen Verhandlungen mit Justice Records. Da Schlagzeuger Vereecken in diesem Jahr seinen Wehrdienst leisten musste, konnten die Aufnahmen zum Debütalbum erst gegen Ende des Jahres beginnen. Gegen Ende November 1990 waren die Aufnahmen beendet, jedoch hatte Justice Records mit finanziellen Problemen zu kämpfen, sodass eine Veröffentlichung bei diesem Label nicht mehr möglich war. Daraufhin sandte die Band ihr Material etwa 30 verschiedenen Labels ein, was zu einem Vertrag mit Toxo TCM führte, einem Sub-Label des deutschen Labels West Virginia Records. Das Debütalbum It's a Nice Day wurde gegen Ende 1991 veröffentlicht. Im Jahr 1992 nahm die Band ein weiteres Demo auf, ohne jedoch einen Plattenvertrag zu erreichen. Nach einigen weiteren Auftritten und einer Teilnahme an einem Bandcontest, bei dem sie das Halbfinale erreichte, löste sich die Band im Mai 1993 auf.

### Nach der Auflösung
Schlagzeuger Marc Vereecken hatte im Juni 1993 einen Motorradunfall und verstarb nach zwei Wochen Koma. Später im Jahr 1993 gründeten Ivan De Strooper, Jan 'Jay' Van Der Poorten und Gunther 'Gunny' Poppe mit dem ehemaligen Mind-Ruin-Schlagzeuger Jeannot Schram die Band Die Sinner Die. Poppe übernahm außerdem auch den Gesang. Die Band nahm ein Demo auf und spielte einige Konzerte, bis sich die Gruppe im  April 1995 auflöste.

## Stil
Die Band spielte aggressiven, klassischen Thrash Metal. Frank Trojan verglich sie im Rock Hard mit Slayer.

## Diskografie
- 1988: Beware of Ducks (Demo, Eigenveröffentlichung)
- 1988: Rehearsal '88 (Demo, Eigenveröffentlichung)
- 1991: It's a Nice Day (Album, Toxo TCM)